# KFNB IId
| KFNB IId / kkStB 308 / kkStB 308.5 / kkStB 227 / BBÖ 308 / BBÖ 308.5 / BBÖ 227 / ČSD 274.0 / PKP Pf12 | KFNB IId / kkStB 308 / kkStB 308.5 / kkStB 227 / BBÖ 308 / BBÖ 308.5 / BBÖ 227 / ČSD 274.0 / PKP Pf12                            | KFNB IId / kkStB 308 / kkStB 308.5 / kkStB 227 / BBÖ 308 / BBÖ 308.5 / BBÖ 227 / ČSD 274.0 / PKP Pf12                            | KFNB IId / kkStB 308 / kkStB 308.5 / kkStB 227 / BBÖ 308 / BBÖ 308.5 / BBÖ 227 / ČSD 274.0 / PKP Pf12                            | KFNB IId / kkStB 308 / kkStB 308.5 / kkStB 227 / BBÖ 308 / BBÖ 308.5 / BBÖ 227 / ČSD 274.0 / PKP Pf12                            |
| --- | --- | --- | --- | --- |
| KFNB IId 226 später kkStB 308.02                                                                      | | | | |
| Technische Daten                                                                                      | | | | |
| Nummernbereich                                                                                        | 225–236 | 237–251 | 252–269 | 270–281 |
| Nummerierung:                                                                                         | KFNB IId 225–281 kkStB 308.01–45, 500–511 kkStB 227.12, 36, 38 BBÖ 308.03–45 (mit Lücken) ČSD 274.001–015 PKP Pf12-1–19          | KFNB IId 225–281 kkStB 308.01–45, 500–511 kkStB 227.12, 36, 38 BBÖ 308.03–45 (mit Lücken) ČSD 274.001–015 PKP Pf12-1–19          | KFNB IId 225–281 kkStB 308.01–45, 500–511 kkStB 227.12, 36, 38 BBÖ 308.03–45 (mit Lücken) ČSD 274.001–015 PKP Pf12-1–19          | KFNB IId 225–281 kkStB 308.01–45, 500–511 kkStB 227.12, 36, 38 BBÖ 308.03–45 (mit Lücken) ČSD 274.001–015 PKP Pf12-1–19          |
| Anzahl:                                                                                               | KFNB: 57 (16 von kkStB bestellt) kkStB: 57 (von KFNB) BBÖ 30 (von kkStB) ČSD: 15 (von kkStB) WWB: 18 PKP: 19 (von kkStB und WWB) | KFNB: 57 (16 von kkStB bestellt) kkStB: 57 (von KFNB) BBÖ 30 (von kkStB) ČSD: 15 (von kkStB) WWB: 18 PKP: 19 (von kkStB und WWB) | KFNB: 57 (16 von kkStB bestellt) kkStB: 57 (von KFNB) BBÖ 30 (von kkStB) ČSD: 15 (von kkStB) WWB: 18 PKP: 19 (von kkStB und WWB) | KFNB: 57 (16 von kkStB bestellt) kkStB: 57 (von KFNB) BBÖ 30 (von kkStB) ČSD: 15 (von kkStB) WWB: 18 PKP: 19 (von kkStB und WWB) |
| Hersteller:                                                                                           | Wr. Neustadt | Wr. Neustadt | Wr. Neustadt | Wr. Neustadt |
| Baujahr(e):                                                                                           | 1895 | 1895, 1897–1899 | 1900–1901, 1905, 1907 | 1908 |
| Ausmusterung:                                                                                         | BBÖ: bis 1941 ČSD: bis 1939 | BBÖ: bis 1941 ČSD: bis 1939 | BBÖ: bis 1941 ČSD: bis 1939 | BBÖ: bis 1941 ČSD: bis 1939 |
| Bauart:                                                                                               | 2'B1 n2 | 2'B1 n2 | 2'B1 n2 | 2'B1 h2 |
| Zylinderdurchmesser:                                                                                  | 470 mm | 470 mm | 470 mm | 470 mm |
| Kolbenhub:                                                                                            | 600 mm | 600 mm | 600 mm | 600 mm |
| Treibraddurchmesser:                                                                                  | 1.960 mm | 1.960 mm | 1.960 mm | 1.960 mm |
| Laufraddurchmesser:                                                                                   | 970 mm | 970 mm | 970 mm | 970 mm |
| Fester Radstand:                                                                                      | 2.300 mm | 2.300 mm | 2.300 mm | 2.300 mm |
| Gesamtradstand:                                                                                       | 8.350 mm | 8.350 mm | 8.350 mm | 8.350 mm |
| Gesamtradstand mit Tender:                                                                            | 13.896 mm | 13.896 mm | 13.896 mm | 13.896 mm |
| Rohrheizfläche:                                                                                       | 156,9 m² | 156,4 m² | 156,4 m² | 116,4 m² |
| Strahlungsheizfläche:                                                                                 | 11,80 m² | 11,80 m² | 11,80 m² | 12,20 m² |
| Überhitzerheizfläche:                                                                                 | – | – | – | 39,4 m² |
| Rostfläche:                                                                                           | 2,90 m² | 2,90 m² | 2,90 m² | 2,90 m² |
| Kesselüberdruck:                                                                                      | 13 atm | 13 atm | 13 atm | 13 atm |
| Leermasse:                                                                                            | 54,7 t | 54,7 t | 55,0 t | k. A. |
| Reibungsmasse:                                                                                        | 28,0 t | 28,0 t | 28,0 t | k. A. |
| Dienstmasse:                                                                                          | 60,6 t | 60,6 t | 60,9 t | k. A. |
| Tender                                                                                                | 74 | 74 | 74 | 74 |
| Dienstmasse mit Tender:                                                                               | 97,7 t | 97,7 t | 98,2 t | k. A. |
| Wasser:                                                                                               | 15,0 m³ | 15,0 m³ | 15,0 m³ | 15,0 m³ |
| Kohle:                                                                                                | 7,5 m³ | 7,5 m³ | 7,5 m³ | 7,5 m³ |
| Länge:                                                                                                | 10.402 mm | 10.402 mm | 10.402 mm | 10.402 mm |
| Länge mit Tender:                                                                                     | 16.998 mm | 16.998 mm | 16.998 mm | 16.998 mm |
| Höhe:                                                                                                 | 4.550 mm | 4.550 mm | 4.550 mm | 4.550 mm |
| Höchstgeschwindigkeit:                                                                                | 100 km/h | 100 km/h | 100 km/h | 100 km/h |

Die Dampflokomotivreihe KFNB IId war eine Schnellzug-Schlepptenderlokomotivreihe der Kaiser Ferdinands-Nordbahn (KFNB).

## Geschichte
Die Wiener Neustädter Lokomotivfabrik lieferte zwischen 1895 und 1905 zunächst 41 Stück dieser Lokomotive der Bauart 2'B1.
Es war dies die erste und auch schwächste europäische Atlantic-Type.
Sie bildete bei der KFNB die Reihe IId.
Im Jahre 1907 bestellte die k.k. Staatsbahnen (kkStB) weitere 4 Maschinen dieser Reihe auf Kosten der KFNB.
Weitere zwölf Stück wurden 1908 angeschafft.
Diese hatten allerdings den Dampftrockner Bauart Clench-Gölsdorf und unterschieden sich äußerlich von den anderen Maschinen durch nur einen Dom.
Die KFNB gab den Maschinen der Reihe IId die Nummern 225–281.
Bei den kkStB bildeten nach der Verstaatlichung der KFNB 1909 die Nassdampfmaschinen die Reihe 308, die Heißdampfmaschinen die Reihe 308.5

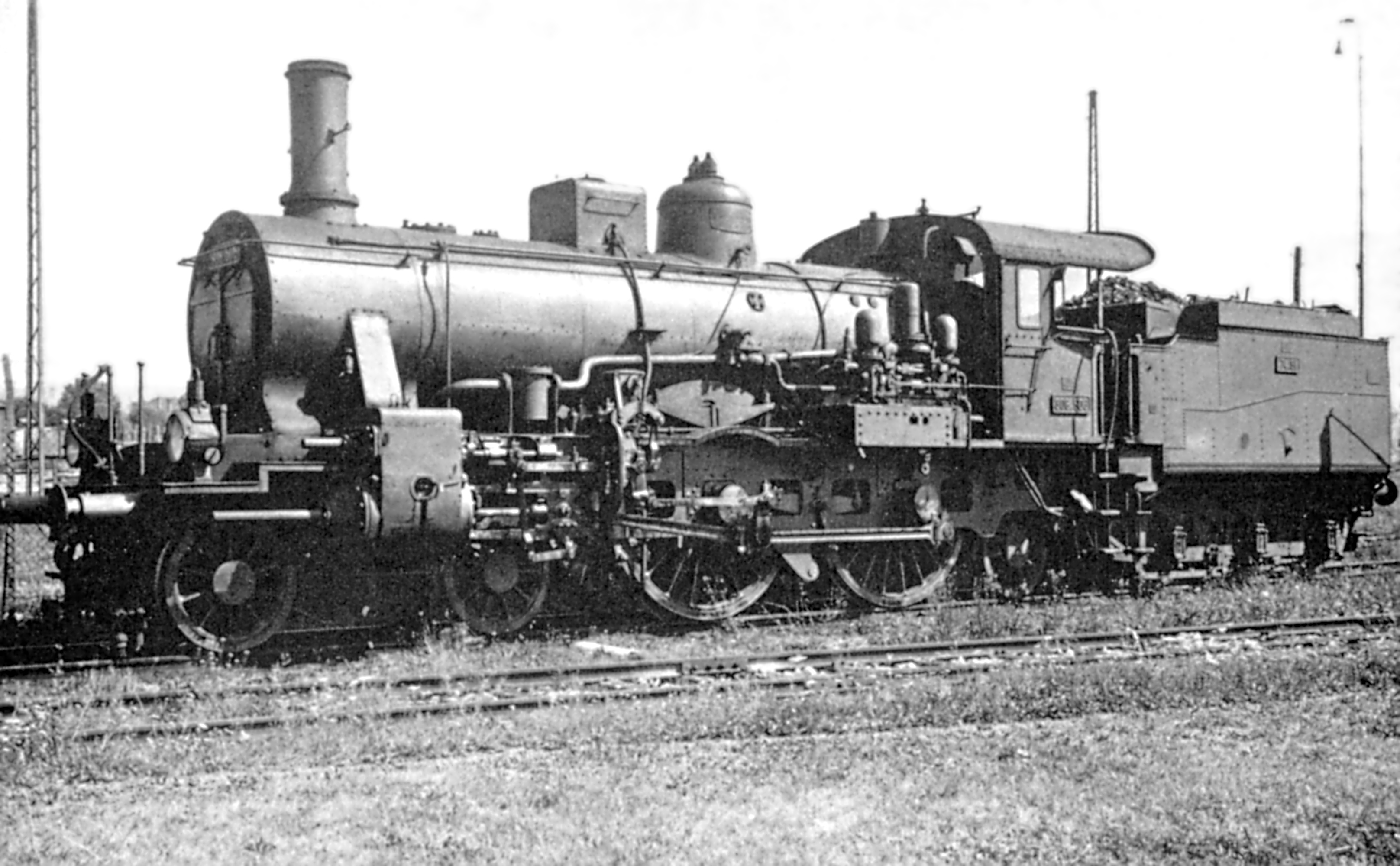
BBÖ 308.506 im Bahnhof Villach-West (1934)

1913 wurde die 308.12 auf Achsfolge 2C umgebaut.
Ihr folgte 1915 die 308.38 und 1916 die 308.36.
Diese Lokomotiven bekamen unter Beibehaltung der Ordnungsnummern die kkStB-Reihennummer 227.
1898 und 1900 baute die Wiener Neustädter Lokomotivfabrik 18 ähnliche Lokomotiven für die Warschau-Wiener Eisenbahn.
Nach dem Ersten Weltkrieg kamen 15 Stück als Reihe 274.0 an die Tschechoslowakischen Staatsbahnen (ČSD), neun Stück als Reihe Pf 12 an die Polnischen Staatsbahnen (PKP), die auch die verbliebenen zehn Stück von der Warschau–Wiener Bahn bekam.
Die restlichen Maschinen blieben den Österreichischen Bundesbahnen (damals BBÖ), darunter die kompletten Reihen 308.5 und 227 (erst im Jahr 1920).
Die ČSD musterte die Reihe 274.0 bis 1939 aus.
Auch die BBÖ entledigte sich ihrer Maschinen bald (227er bis 1932), sodass 1938 nur noch zwei Stück zur Deutschen Reichsbahn (DR) als 14 001–002 kamen. Diese wurden 1941 ausgeschieden.